# Я и Мурри
«Я и Му́рри» (эст. Mina ja Murri) — советский кукольный мультфильм, снятый режиссёром Эльбертом Тугановым на киностудии «Таллинфильм» в 1961 году.

## Сюжет
Герой фильма со своим верным другом — щенком Мурри отправляется на озеро с надеждой поймать большой улов. Но на месте выясняется, что наш герой совершенно не умеет рыбачить. Тогда, неподалёку он замечает рыбную фабрику, откуда хитрец пытается выловить рыбу. Но план оказался ненадёжным, наш герой упал на конвейер, его запихнули в бочку, засолили и повезли на грузовике в даль. Едва выбравшись из этой ситуации, горе-рыбак идёт домой без улова.

## Создатели
- Сценарист — Рейн Кург
- Режиссёр — Эльберт Туганов
- Художник-постановщик — Халья Клаар
- Оператор — Хейно Парс
- Композитор — Борис Кырвер
- Звукооператор — Кади Вихалем
- Кукловоды — Эльберт Туганов, Евгения Леволль, Калью Курепыльд
- Скульптор — Райво Лайдре
- Декораторы — Фердинанд Мартынец, Август Тали
- Монтажница — Вирве Сирель
- Редактор — Вальтер Круустеэ
- Директор картины — Антс Лооман

## Премьеры
- 5 мая 1961 — Эстонская ССР
- 8 июня 1961 — СССР[1]

## Участие на фестивалях
- Дни эстонского кино в Кишинёве, Кишинёв, СССР[1]